# Libertas Brindisi 1968-1969
La Libertas Brindisi 1968-1969, prende parte al campionato italiano di Serie B, girone B a 12 squadre. Chiude la stagione regolare al primo posto a pari merito con la Brill Cagliari con 18V e 4P, 1346 punti segnati e 1233 subiti. Perde lo spareggio promozione.

## Storia e Roster
È una Libertas tutta brindisina quella che sfiora la promozione in Serie A, un mix di gioventù con ben 5 juniores in prima squadra ed esperienza(Calderari, Sangiorgio e i fratelli Giuri), alla fine l'età media non supera i 21 anni.
Tecnica, velocità e poca fisicità soprattutto sotto canestro sono le caratteristiche di questa formazione. Giuseppe Giuri e Antonio Rutigliano riprendono a giocare a tempo pieno dopo uno stop dovuto agli studi. Luigi Pellecchia viene ceduto all'ASSI Brindisi e Antonio Guadalupi lascia l'attività agonistica.
Claudio Calderari con 391 punti è non solo il miglior marcatore della squadra ma dell'intera Serie B, segue Labate con 209 p. e Panessa con 199, a livelli di squadra la Libertas chiude la stagione con un 61,6% (340/552) nei tiri liberi.
In Coppa Italia la Libertas va avanti anche a scapito di squadre di Serie A come la Butangas Pesaro, viene fermata dalla Fides Napoli, rimanendo comunque l'unica squadra di Serie B giunta ai quarti di finale.
La Libertas Juniores arriva alle finali nazionali di Pisa e perde in finale 41-61 (p.t. 25 - 25) contro l'Oransoda Cantù di Marzorati, Della Fiori e Vendemini, (questa la rosa dei dieci juniores brindisini: Franco Petraroli, Piero Labate, Luigi Longo, Vincenzo Ceglie, Renato Poddi, Cosimo Corsa, Antonio Buscicchio, Pino Antelmi, Marcello de Stradis, Michele Bruno).
| Libertas Brindisi 1968/1969 | Libertas Brindisi 1968/1969 |
| Giocatori                   | Staff tecnico               |
| --------------------------- | --------------------------- |

| N. | Naz.              | Ruolo | Nome                | Anno | Alt.   | Peso |  |
| -- | ----------------- | ----- | ------------------- | ---- | ------ | ---- |  |
| 4  | Italia (bandiera) | C     | Giuseppe Antelmi    | 1951 | 193 cm |      |  |
| 5  | Italia (bandiera) | G     | Luigi Longo         | 1952 | 189 cm |      |  |
| 6  | Italia (bandiera) | G     | Mario Panessa       | 1949 | 181 cm |      |  |
| 7  | Italia (bandiera) | AC    | Giuseppe Rutigliano | 1948 | 192 cm |      |  |
| 8  | Italia (bandiera) | A     | Vincenzo Giuri      | 1943 | 181 cm |      |  |
| 9  | Italia (bandiera) | G     | Claudio Calderari   | 1944 | 182 cm |      |  |
| 10 | Italia (bandiera) | C     | Giuseppe Lonati     |      | 197 cm |      |  |
| 11 | Italia (bandiera) | G     | Franco Musci        |      |        |      |  |
| 12 | Italia (bandiera) | C     | Vittorio Sangiorgio | 1941 | 195 cm |      |  |
| 13 | Italia (bandiera) | A     | Piero Labate        | 1951 | 193 cm |      |  |
| 14 | Italia (bandiera) | P     | Renato Poddi        | 1952 | 181 cm |      |  |
| 15 | Italia (bandiera) | A     | Franco Petraroli    | 1951 |        |      |  |

| Allenatore                                  |
| - Elio Pentassuglia                         |
| Assistente/i                                |
| - Nicola Primaverili Legenda - (C) Capitano |

## Risultati

### Stagione regolare
| Arbitri: | Nastri (Napoli) Tieri (Napoli) |

|                                       |       |                                        |
| Nigrisoli 22, Testoni 16, Ippoliti 11 | Punti | Calderari 17, Rutigliano 14, Labate 12 |

| Arbitri: | Burcovich C. (Venezia) Burcovich B. (Venezia) |

|                                    |       |                                    |
| Calderari 26, Labate 16, Panessa 8 | Punti | Paoli 15, Marcacci 14, Guantini 12 |

| Arbitri: | Menichetti (Firenze) Pacini (Firenze) |

|                                     |       |                       |
| Giuri V. 14, Giuri G. 10, Panessa 8 | Punti | Cempini 30, Passina 9 |

| Arbitri: | Nobile (Milano) Boria (Milano) |

|                                  |       |                                       |
| Correddu 14, Pulin 11, Velluti 8 | Punti | Calderari 12, Rutigliano 7, Panessa 7 |

| Arbitri: | Totaro (Palermo) Buonaccorsi (Messina) |

|                                     |       |              |
| Calderari 21, Giuri V. 15, Labate 8 | Punti | Campanini 11 |

| Arbitri: | Martolini (Roma) Fiorito (Roma) |

|                   |       |                                     |
| Vento 12, Lesa 12 | Punti | Panessa 20, Labate 11, Sangiorgio 9 |

| Arbitri: | Cagnazzo (Roma) Filippone (Roma) |

|                                       |       |                            |
| Calderari 20, Giuri G. 16, Panessa 13 | Punti | Belardinelli 17, Polenta 8 |

| Arbitri: | Martolini (Roma) Fiorito (Roma) |

|                                         |       |                                     |
| Cozzoli 17, Cianciaruso 11, Arigliano 8 | Punti | Calderari 18, G.Giuri 15, Panessa 8 |

| Arbitri: | Nobile (Milano) Casale (Bolzano) |

|                                   |       |                                       |
| Panessa 16, Labate 9, Calderari 9 | Punti | Napolitano 20, Ferrara 9, De Simone 8 |

| Arbitri: | Nobile (Milano) Brondi (Genova) |

|                                   |       |                                      |
| Simeone 24, Marzi 12, Saglieni 10 | Punti | Calderari 35, Giuri V. 12, Labate 11 |

| Arbitri: | Coglitore (Messina) Bottari (Messina) |

|                                     |       |                        |
| Calderari 18, Panessa 15, Labate 12 | Punti | Castro 15, Bertucci 14 |

| Arbitri: | Ravaioli (Colleferro) Sgreccia (Colleferro) |

|                          |       |                          |
| Calderari 23, Panessa 10 | Punti | Nigrisoli 8, Calebotta 8 |

| Arbitri: | Mingazzi (Ferrara) Libanese (Busto Arsizio) |

|                                     |       |              |
| Natale 14, Garibaldi 14, Chirico 13 | Punti | Calderari 24 |

| Arbitri: | Ardito (Napoli) Compagnoni (Napoli) |

|                                       |       |                             |
| Cempini 13, Salvatori 13, Formenti 12 | Punti | Calderari 29, Rutigliano 11 |

| Arbitri: | Degli Esposti (Bologna) Soavi (Bologna) |

|                             |       |          |
| Calderari 15, Rutigliano 15 | Punti | Pulin 21 |

| Arbitri: | Pieri (Napoli) Ardito (Napoli) |

|                                          |       |                                      |
| Piccinni 17, Gherdovich 12, Campanini 11 | Punti | Calderari 28, Labate 12, Giuri V. 11 |

| Arbitri: | Picone (Avellino) Melillo (Avellino) |

|                                         |       |                                    |
| Panessa 21, Rutigliano 20, Calderari 14 | Punti | Paronuzzi 21, Vento 15, Blasone 14 |

| Arbitri: | Albanese (Busto Arsizio) Solenti (Milano) |

|                              |       |                       |
| Giampieri 14, Belardinelli 8 | Punti | Panessa 17, Labate 14 |

| Arbitri: | Longo (Napoli) Ugatti (Salerno) |

|                                        |       |                         |
| Calderari 31, Labate 12, Rutigliano 12 | Punti | Felline 20, Arigliano 8 |

| Arbitri: | Rossini (Milano) Nobile (Milano) |

|                                        |       |                                         |
| De Simone 25, Talamas 10, Napolitano 9 | Punti | Calderari 21, Panessa 13, Rutigliano 10 |

| Arbitri: | Pressanto (Vicenza) Giorgetti (Padova) |

|                                  |       |                        |
| Labate 16, Longo 12, Calderari 8 | Punti | Garelli 14, Volpini 12 |

| Arbitri: | Massaroli (Trieste) Burcovich (Venezia) |

|                                    |       |                                    |
| Pozzilli 19, Guidi 18, Tonietti 16 | Punti | Calderari 20, Labate 16, Fazzina 8 |

### Spareggio Promozione
| Arbitri: | Burcovich C. (Venezia) Burcovich B. (Venezia) |

|                                    |       |                                  |
| Pedrazzini 20, Velluti 13, Pulin 8 | Punti | Labate 18, Calderari 17, Giuri 8 |

### Coppa Italia
| Napoli 27 ottobre 1968 2º turno | Oriens Napoli | 44 – 62 (21-25) | Libertas Brindisi |  |

| Arbitri: | Bonini (Roma) Tani (Roma) |

|                                |       |                                  |
| Matera 9, Volarig 8, Fanelli 6 | Punti | Musci 12, Giuri 10, Rutigliano 8 |

| Arbitri: | Nastri (Napoli) Pieri (Napoli) |

|                                  |       |                                   |
| Calderari 34, Giuri 16, Lonati 9 | Punti | Bogard 17, Corradi 16, Ferello 15 |

| Arbitri: | Vitolo (Pisa) Martolini (Roma) |

|                                        |       |                                      |
| Calderari 15, Labate 14, Rutigliano 11 | Punti | Maggetti 20, Bufalini 19, Vittori 18 |

| Arbitri: | Bottari (Messina) Coglitore (Messina) |

|                                   |       |                                    |
| Williams 37, Abate 15, Vittori 11 | Punti | Longo 17, Lonati 10, Sangiorgio 10 |

## Statistiche di squadra
| Competizione    | Punti | In casa | In casa | In casa | In casa | In casa | In trasferta | In trasferta | In trasferta | In trasferta | In trasferta | Totale | Totale | Totale | Totale | Totale | Totale |
| Competizione    | Punti | G       | V       | P       | PF      | PS      | G            | V            | P            | PF           | PS           | G      | V      | P      | PF     | PS     | DIF    |
| --------------- | ----- | ------- | ------- | ------- | ------- | ------- | ------------ | ------------ | ------------ | ------------ | ------------ | ------ | ------ | ------ | ------ | ------ | ------ |
| Serie B 1968-69 | 36    | 11      | 10      | 1       | 698     | 567     | 12           | 8            | 4            | 704          | 728          | 23     | 18     | 5      | 1402   | 1295   | +107   |
| Coppa Italia    | 6     | 2       | 1       | 1       | 150     | 176     | 3            | 2            | 1            | 161          | 183          | 5      | 3      | 2      | 311    | 359    | -48    |
| Totale          | 42    | 13      | 11      | 2       | 848     | 743     | 15           | 10           | 5            | 865          | 911          | 28     | 21     | 7      | 1713   | 1654   | -59    |

## Fonti
La Gazzetta del Mezzogiorno edizione 1968-69